# Hayami Kishimoto
Hayami Kishimoto (Kyoto, 25 giugno 1987) è una cantante giapponese.
Nel 2002, dopo aver vinto al Giza studio presents DIG STAR Audition, ha firmato un contratto con la casa discografica GIZA Studio. Debuttò nel giorno del suo sedicesimo compleanno con il singolo "MeiQ!? - Meikyū - MAKE★YOU" utilizzato anche come sigla iniziale dell'anime Tantei gakuen Q. Altri suoi due singoli furono utilizzati come sigle dell'anime Mienai Story e Kaze Ni Mukai Aruku Youni.

## Discografia

### Album
- 2003 - Meikyu
- 2004 - Juicy
- 2006 - Love Drops

### Singoli
- 2003 - MeiQ!? - Meikyu - MAKE★YOU
- 2003 - Aisuru Kimi Ga Soba Ni Ireba
- 2003 - Mienai Story
- 2004 - Kaze Ni Mukai Aruku Youni
- 2004 - Suteki Na Yume Miyou Ne
- 2004 - Dessert Days
- 2004 - Yume Real
- 2005 - Jump!ng↑Go☆Let's Go⇒
- 2006 - Peach:Lime//Shake
- 2006 - Go! My Heaven
- 2007 - See You Darling